# Prinzesskleid

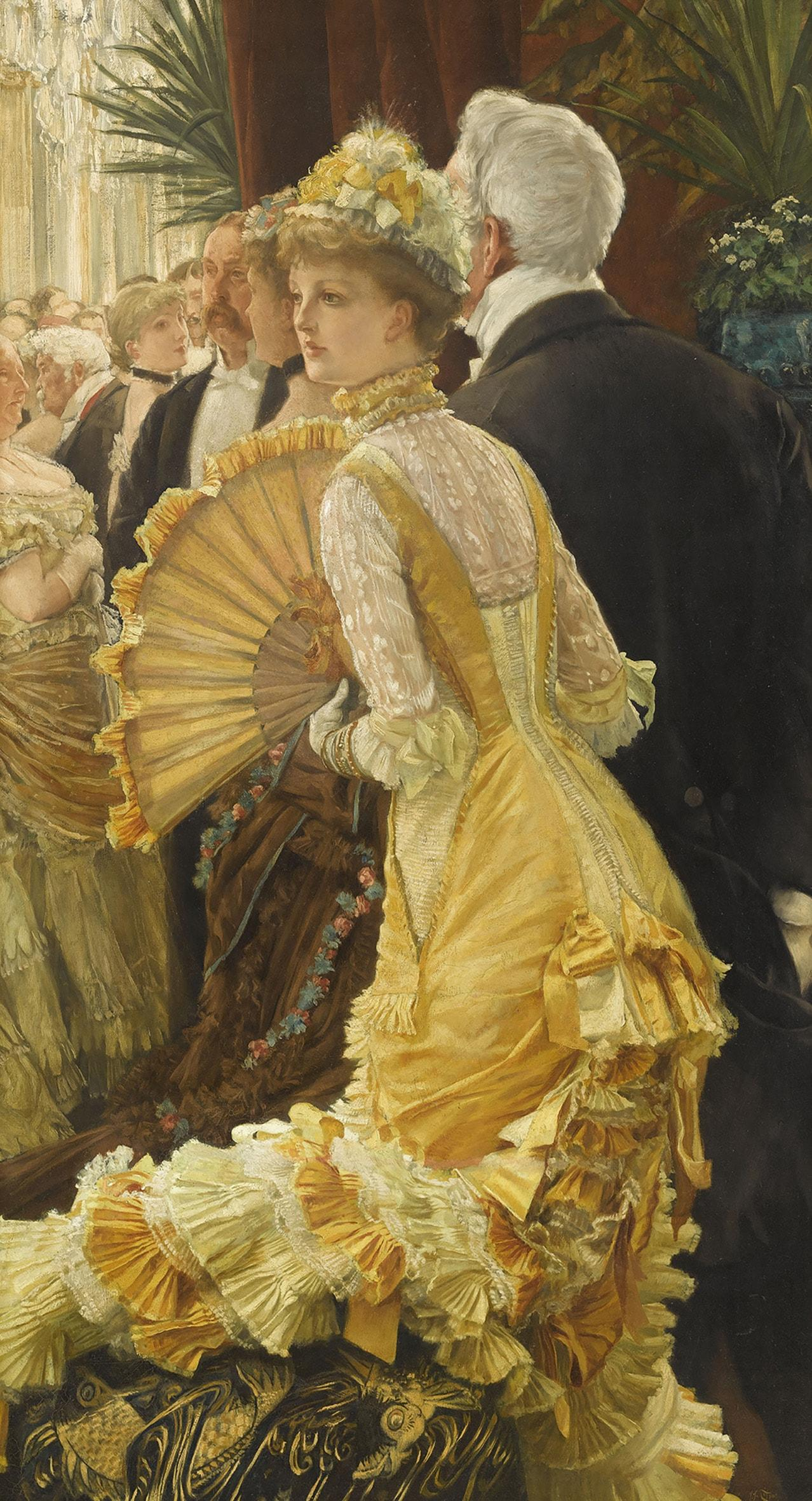
Prinzesskleid auf einem Gemälde von James Tissot (1880)

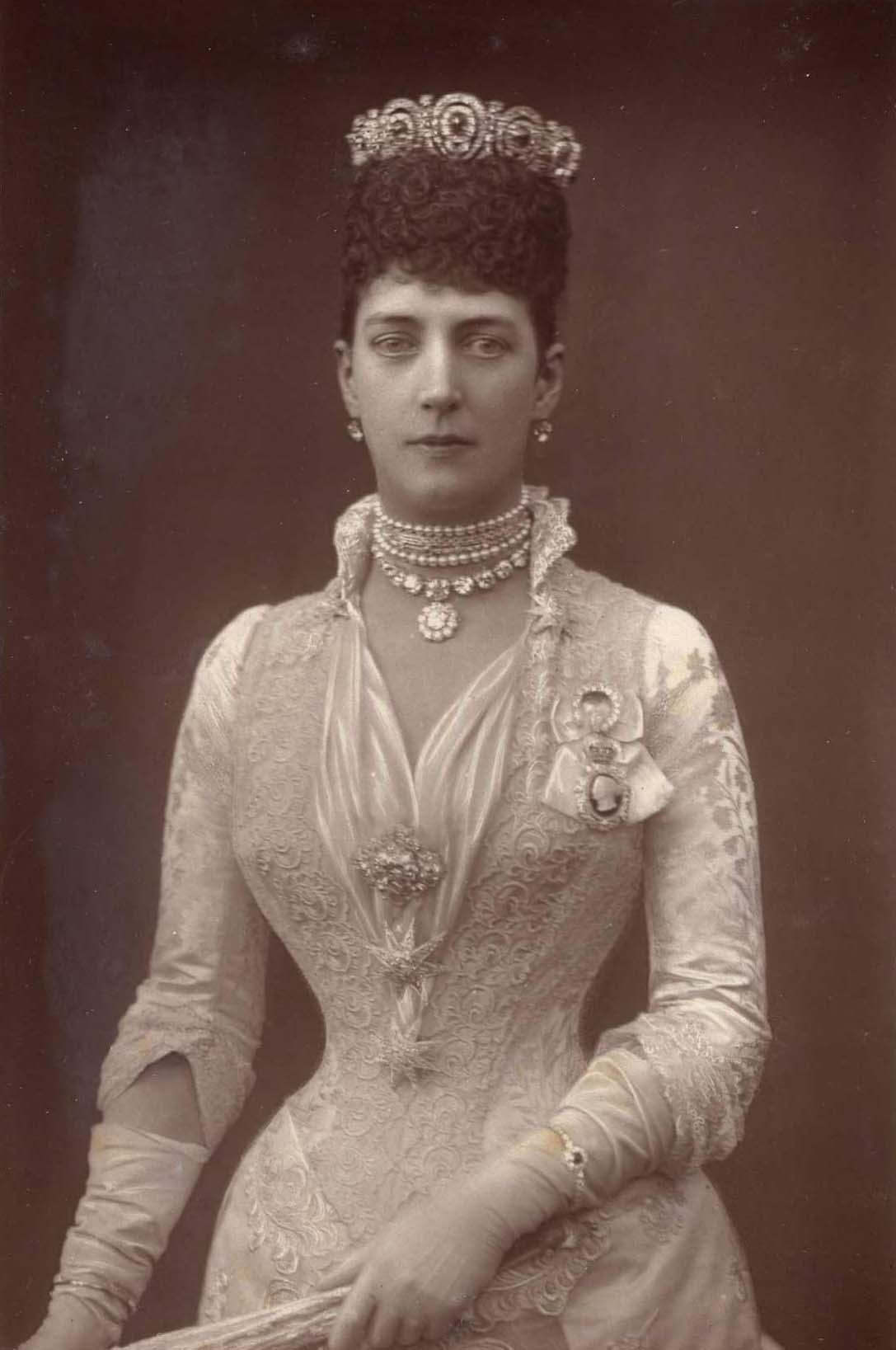
Alexandra von Dänemark ca. 1889

Das sogenannte Prinzesskleid ist ein in der Taille durchgehendes, die Körperform (vor allem Brust und Hüfte) durch vertikale Schnittführung und Längsnähte betonendes Kleid. Charles Frederick Worth kreierte es 1864 und benannte es nach Alexandra von Dänemark, der Princess of Wales und späteren Queen Consort des Vereinigten Königreichs von Großbritannien und Irland. Als Ball- und Hofkleid gehörte häufig eine aufwändige, meist aus Spitze gefertigte Schleppe dazu.
In der vorne durchgeknöpften Form wurde das Prinzesskleid auch Gabrielle genannt.
Die Kleidform wurde noch mehrere Male aktuell, so um 1900, zur Sans-Ventre-Linie und als Etui- oder Schlauchkleid in den 1930er und den 1950er Jahren.